# Rusted from the Rain
Rusted from the Rain è un singolo del gruppo musicale canadese Billy Talent, pubblicato nel 2009 ed estratto dall'album Billy Talent III.

## Tracce
- CD Singolo

1. Rusted from the Rain – 4:14
2. Cold Turkey (John Lennon cover) – 3:08

## Formazione
- Benjamin Kowalewicz - voce
- Ian D'Sa - chitarra
- Jonathan Gallant - basso
- Aaron Solowoniuk - batteria